# Площа Івана Франка (Львів)
У Вікіпедії є статті про інші площі з назвою Площа Івана Франка
Пло́ща Франка́ — площа у Галицькому районі міста Львова, неподалік від Стрийського ринку. Площа трикутної форми, посередині котрої сквер, обмежена вулицями Івана Франка, Вітовського, Зарицьких та Руставелі.

## Історія та назва
Колишня площа Пруса забудована переважно еклектичними чиншовими кам'яницями, спорудженими у 1890-х роках, деякі з них мають індивідуальні елементи оздоблення і нині належать до вулиці Івана Франка. Наприкінці 1920-х — на початку 1930-х років у скверику був збудований підземний громадський туалет.
Від 1938 року мала назву Пляц Пруса на честь польського письменника Болеслава Пруса, на часі німецької окупації — Ґорліцерпляц, на честь прориву російського фронту під Горлицями австрійськими та німецькими військами під командуванням генерала Августа фон Макензена 2 травня 1915 року. У радянські часи її умовно назвали площею Івана Франка, на честь українського поета, письменника, вченого, політичного діяча Івана Франка, хоча офіційно такої адреси не існувало.
Важливі площі у всіх містах відомі пам'ятниками — для архітекторів це завжди виграшне місце, де величавий монумент стає центром майдану. Тому львів'янин Юрій Гузенко зареєстрував петицію щодо встановлення бронзового пам'ятника Іванові Франку у повний зріст у класичному стилі на площі Івана Франка.
Донедавна на сусідній вулиці Зарицьких, що починається від цієї ж площі, було невелике кафе «Пляц Пруса». На жаль, його вже не існує, бо на тому місці від 2016 року височіє сучасний житловий комплекс від компанії «Нова оселя».

## Транспорт
Площа Івана Франка — важливий транспортний вузол, оскільки до нього прилягає одне з найбільших трамвайних перехресть Львова. Тут пролягає маршрут майже всіх львівських трамваїв, зокрема, зупинка трамвайних маршрутів № 1, 3, 4, 5, 9. 
Також через площу Івана Франка курсує декілька автобусних маршрутів, зокрема, відповідно до нової транспортної схеми, яка була запроваджена у Львові у 2012 році тут проходять міський автобус № 45 та маршрутні таксі № 24, 43.

## Відомі мешканці
- Євген Барвінський — директор державного архіву у Львові (1918–1939).
- Богдан Кох — український театральний актор, Заслужений артист України. Мешкав в будинку на вул. Франка, 79[6].
- Олександр Лушпинський — український архітектор, художник, один з творців стилю української сецесії, учасник проектів будівництва товариства «Дністер», Бурси інституту «Народний дім», санаторію Казимира Солецького.
- Євген Олесницький — адвокат, економіст, посол до Галицького сейму та віденського парламенту, редактор багатьох українських періодичних видань, ініціатор створення господарських установ («Маслосоюз», банк «Дністер», «Земельний банк»).
- Софія Парфанович-Волчук — українська письменниця, громадська діячка, лікарка, викладач (1940-1944) та директор фельдшерсько-акушерської школи у Львові. Дійсний член НТШ.